# Пиприак
Пиприак (фр. Pipriac) — коммуна на северо-западе Франции, находится в регионе Бретань, департамент Иль и Вилен, округ Редон, кантон Редон. Расположена в 42 км к юг-западу от Ренна и в 82 км к северо-западу от Нанта, в 20 км от национальной автомагистрали N137.
Население (2018) — 3 779 человек.

## Экономика
Структура занятости населения:
- сельское хозяйство — 4,4 %
- промышленность — 7,3 %
- строительство — 3,1 %
- торговля, транспорт и сфера услуг — 47,8 %
- государственные и муниципальные службы — 37,3 %

Уровень безработицы (2018) — 8,5 % (Франция в целом — 13,4 %, департамент Иль и Вилен — 10,4 %). 

Среднегодовой доход на 1 человека, евро (2018) — 20 540 (Франция в целом — 21 730, департамент Иль и Вилен — 22 230).

## Демография
Динамика численности населения, чел.

## Администрация
Пост мэра Пиприака с 2020 года занимает социалист Франк Пишо (Franck Pichot), член Совета департамента Иль и Вилен от кантона Редон. На муниципальных выборах 2020 года возглавляемый им левый список был единственным.
| Период | Период | Фамилия       | Партия                  | Примечания                                         |
| ------ | ------ | ------------- | ----------------------- | -------------------------------------------------- |
| 1971   | 1983   | Жан Уссен     |                         | прораб                                             |
| 1983   | 1989   | Андре Гётье   | Разные правые           | предприниматель                                    |
| 1989   | 2008   | Янник Пензон  | Разные правые           | нотариус                                           |
| 2008   | 2020   | Марсель Бувье | Разные правые           | технический директор компании                      |
| 2020   |        | Франнк Пишо   | Социалистическая партия | директор центра культуры, член Совета департамента |